# جغان (تخت بندر عباس)
جغان (بالفارسية: جغان) هي قرية تقع في إيران في قسم تخت الريفي. يقدر عدد سكانها بـ 155 نسمة بحسب إحصاء 2016.